# Hylemera elegans
Hylemera elegans là một loài bướm đêm trong họ Geometridae.